# Rieden am Forggensee
Rieden am Forggensee település Németországban, azon belül Bajorországban. Lakosainak száma 1408 fő (2023. december 31.). Rieden am Forggensee Füssen községgel határos.

## Népesség
A település népessége az elmúlt években az alábbi módon változott:
| Lakosok száma | 477  | 850  | 873  | 1230 | 1273 | 1264 | 1291 | 1336 | 1363 | 1408 |
|               | 1875 | 1950 | 1975 | 2011 | 2013 | 2014 | 2016 | 2019 | 2021 | 2023 |